# إدمور (ميشيغان)
إدمور (بالإنجليزية: Edmore, Michigan)‏ هي منطقة سكنية تقع في الولايات المتحدة في مقاطعة مونتكالم. يقدر عدد سكانها بـ 1,201 نسمة ومساحتها 3.91 كم2 وترتفع عن سطح البحر 295 متر.

## التركيبة السكانية
قام مكتب تعداد الولايات المتحدة بتحديد بيانات التركيبة السكانية لإدمور في تعداد الولايات المتحدة. في ما يلي، التركيبة السكانية حسب تعدادي 2000 و2010.

### تعداد عام 2000
بلغ عدد سكان إدمور 1,244 نسمة بحسب تعداد عام 2000، وبلغ عدد الأسر 491 أسرة وعدد العائلات 334 عائلة مقيمة في القرية.
وتوزع التركيب العرقي للقرية بنسبة 95.50% من البيض و 0.80% من الأمريكيين الأصليين و 0.40% من الأمريكيين الأفارقة و 2.73% من عرقين مختلطين أو أكثر.
بلغ عدد الأسر 491 أسرة كانت نسبة 37.3% منها لديها أطفال تحت سن الثامنة عشر تعيش معهم، وبلغت نسبة الأزواج القاطنين مع بعضهم البعض 48.1% من أصل المجموع الكلي للأسر، ونسبة 13.6% من الأسر كان لديها معيلات من الإناث دون وجود شريك، وكانت نسبة 31.8% من غير العائلات. تألفت نسبة 29.3% من أصل جميع الأسر من أفراد ونسبة 16.1% كانوا يعيش معهم شخص وحيد يبلغ من العمر 65 عاماً فما فوق. وبلغ متوسط حجم الأسرة المعيشية 3.05، أما متوسط حجم العائلات فبلغ 2.49.
بلغ العمر الوسطي للسكان 34 عاماً. وكانت نسبة 29.7% من القاطنين تحت سن الثامنة عشر، وكانت نسبة 9.5% بين الثامنة عشر والأربعة وعشرون عاماً، ونسبة 25.7% كانت واقعةً في الفئة العمرية ما بين الخامسة والعشرون حتى والأربعة وأربعون عاماً، ونسبة 17.2% كانت ما بين الخامسة والأربعون حتى الرابعة والستون، ونسبة 17.9% كانت ضمن فئة الخامسة والستون عاماً فما فوق. يوجد لكل 100 أنثى 87.1 ذكر، ويوجد لكل 100 أنثى في الثامنة عشر من عمرها فما فوق 81.2 ذكر.
بلغ متوسط دخل الأسرة في القرية 24,926 دولار، أما متوسط دخل العائلة فبلغ 35,391 دولار. وكان متوسط دخل الذكور 30,156 دولار مقابل 22,045 دولار للإناث. وسجل دخل الفرد الخاص بالقرية 12,853 دولار. وكانت نسبة 16.8% من العائلات ونسبة 20.7% من السكان تحت خط الفقر، وكان من هؤلاء نسبة 26.4% تحت سن الثامنة عشر ونسبة 11.8% في الخامسة والستين من العمر وما فوق.

### تعداد عام 2010
بلغ عدد سكان إدمور 1,201 نسمة بحسب تعداد عام 2010، وبلغ عدد الأسر 512 أسرة وعدد العائلات 324 عائلة مقيمة في القرية. في حين سجلت الكثافة السكانية 795.4 نسمة لكل ميل مربع (307.1/كم2). وبلغ عدد الوحدات السكنية 565 وحدة بمتوسط كثافة قدره 374.2 لكل ميل مربع (144.5/كم2).
وتوزع التركيب العرقي للقرية بنسبة 94.9% من البيض و 0.5% من الأمريكيين الأصليين و 0.2% من الأمريكيين ذوي الأصول الآسيوية و 0.5% من الأمريكيين الأفارقة و 3.0% من عرقين مختلطين أو أكثر.
بلغ عدد الأسر 512 أسرة كانت نسبة 32.0% منها لديها أطفال تحت سن الثامنة عشر تعيش معهم، وبلغت نسبة الأزواج القاطنين مع بعضهم البعض 37.9% من أصل المجموع الكلي للأسر، ونسبة 18.8% من الأسر كان لديها معيلات من الإناث دون وجود شريك، بينما كانت نسبة 6.6% من الأسر لديها معيلون من الذكور دون وجود شريكة وكانت نسبة 36.7% من غير العائلات. وبلغ متوسط حجم الأسرة المعيشية 2.85، أما متوسط حجم العائلات فبلغ 2.31.
بلغ العمر الوسطي للسكان 38.8 عاماً. وكانت نسبة 24.6% من القاطنين تحت سن الثامنة عشر، وكانت نسبة 10.1% بين الثامنة عشر والأربعة وعشرون عاماً، ونسبة 23.6% كانت واقعةً في الفئة العمرية ما بين الخامسة والعشرون حتى والأربعة وأربعون عاماً، ونسبة 25.1% كانت ما بين الخامسة والأربعون حتى الرابعة والستون، ونسبة 16.6% كانت ضمن فئة الخامسة والستون عاماً فما فوق. وتوزع التركيب الجنسي للسكان بنسبة 46.0% ذكور و54.0% إناث.